# Toxascaris
 Toxascaris  ist eine Gattung der Spulwürmer (Ascaridida) mit sechs Arten, die im Dünndarm von Raubtieren parasitieren.

## Merkmale
Der Vorderrand der Lippen ist nicht tief eingekerbt. Eine durchgängige Grube hinter den Lippen, Kutikula-Kragen und Zwischenlippen (Interlabia) fehlen. Zervikalflügel sind vorhanden, aber manchmal rudimentär. Von der Gattung Baylisascaris, die ebenfalls diese Charakteristika aufweist, unterscheidet sich Toxascaris durch das Fehlen von rauen Flächen vor und hinter dem Anus sowie durch die glattschaligen Eier.

## Systematik
Zur Gattung gehören folgende Arten:
- Toxascaris ailuri Wu, He & Hu, 1987
- Toxascaris centropusi Naidu, 1983
- Toxascaris leonina (Linstow, 1902)
- Toxascaris procyonis Stefanski & Zarnowski, 1951
- Toxascaris transfuga Rudolphi, 1819
- Toxascaris vitidorum Goeze, 1782